# 博多リバレイン

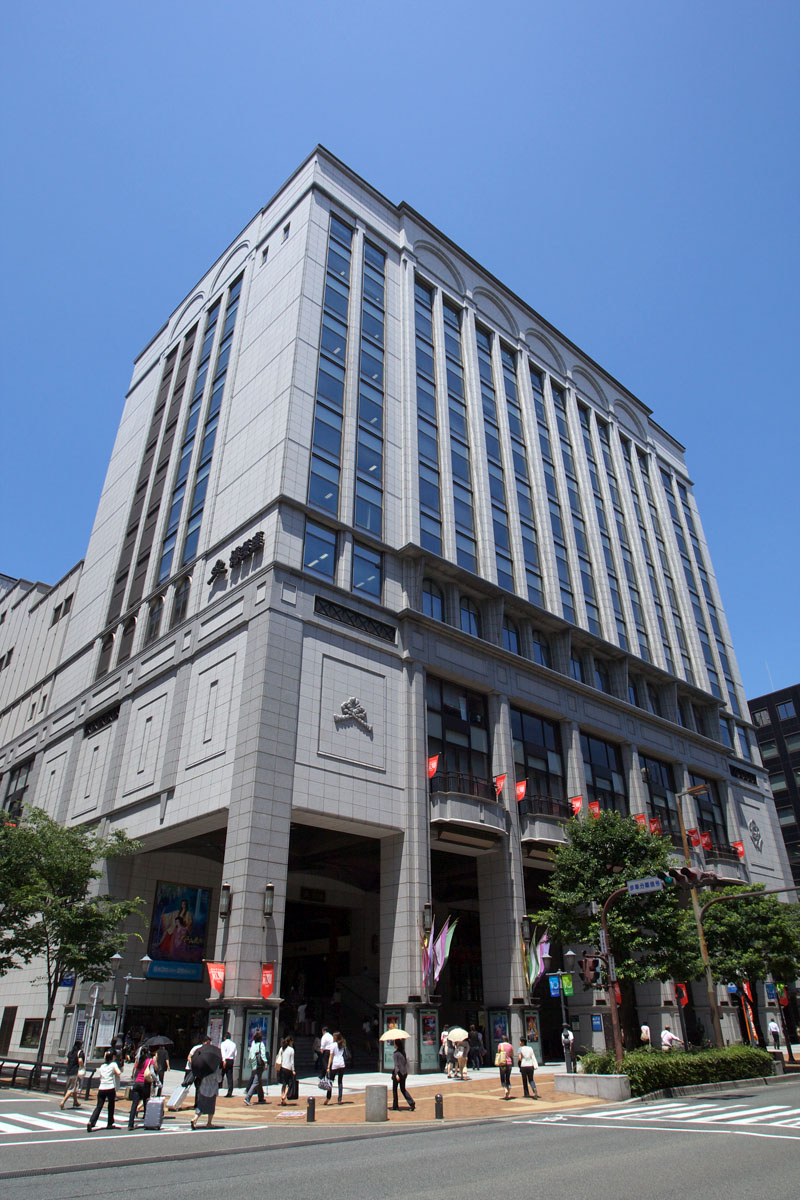
「博多座・西銀ビル」

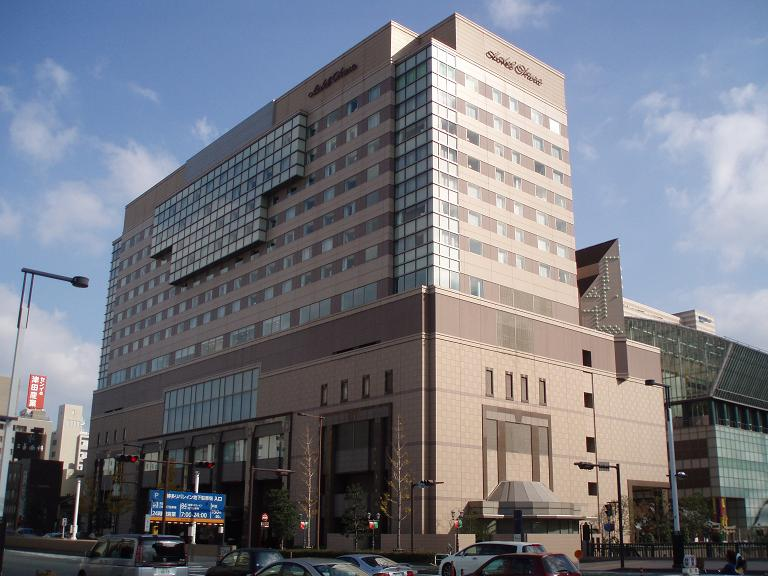
「ホテルオークラ福岡ビル」

博多リバレイン（はかたリバレイン）は、福岡県福岡市博多区下川端町にある大型複合商業施設。福岡市主導による再開発により1999年3月6日に開業した。施設は博多リバレインモールや福岡アジア美術館などが入居する「リバレインセンタービル」、博多座などが入居する「博多座・西銀ビル」、ホテルオークラ福岡が入居する「ホテルオークラ福岡ビル」の3棟で構成される。

## 経緯
1999年(平成11年)に「下川端・下川端東地区第一種市街地再開発事業」として総事業額978億円をかけて建設され、第三セクター企業により運営開始。現在の博多リバレインモールがあるビルには、川向に隣接する福岡玉屋が入居するはずだったが頓挫し、同ビルは「スーパーブランドシティ」として開業するも、2002年12月16日の運営会社の破綻により一時閉鎖。
2003年に民間に譲渡のうえ「イニミニマニモ」としてリニューアル再オープンした。なお、スーパーブランドシティ運営会社の経営破綻により、その親会社も2010年10月29日、福岡地裁に特別清算を申し立てた。いずれも福岡市にある同市が出資する第三セクター企業である。2015年6月12日にイニミニマニモは「博多リバレインモール by TAKASHIMAYA」に改称された。
再開発前には「下川端商店街」があり、マルヨ無線事件の現場となったマルヨ無線川端店が営業していた(事件後廃業)。

## 入居している主要テナント
リバレインセンタービル
- 博多リバレインモール by TAKASHIMAYA（商業施設）
  - 福岡アンパンマンこどもミュージアムinモール
  - IDC大塚家具福岡ショールーム
  - ゴールドジム
- リバレイン通り（各種店舗、郵便局など）
- 福岡アジア美術館
  - 文化芸術情報館アートリエ（福岡市文化芸術振興財団）

博多座・西銀ビル
- 博多座
- 西日本シティ銀行博多支店

ホテルオークラ福岡ビル
- ホテルオークラ福岡

## 交通
- 福岡市交通局（地下鉄空港線・箱崎線）中洲川端駅に直結
- 西鉄バス川端町・博多座前バス停、博多五町バス停下車